# Taksówkarz (film polski)
Taksówkarz – polski film w reżyserii Ryszarda Kruka. Spory udział w filmie miał Jacek Kiełpiński - jeden z dziennikarzy gazety Nowości.
Film został doceniony na festiwalu filmów turystycznych Tourfilm Brazil 2010 w kategorii transport turystyczny. W Polsce film nagrodzono na Festiwalu Kultu Off Kino TVP Kultura.

## Fabuła
Film ten opowiada o Henryku Janickim - najstarszym toruńskim taksówkarzu. Bohater jeździł fiatem 125p. Po ponad 50 latach pracy zrezygnował z zawodu z obawy o własne bezpieczeństwo.